# Johann Josef Regenbrecht
Johann Josef Regenbrecht (* 23. September 1797 in  Braunsberg, Ermland; † 4. Mai 1854 in Posen) war ein deutscher Philosoph und  katholischer Theologe.

## Leben
Regenbrecht besuchte das Königliche katholische Gymnasium in  Braunsberg und studierte anschließend Philosophie an der neuen Schlesischen Friedrich-Wilhelms-Universität, die als einzige Universität im Königreich Preußen eine katholisch-theologische Fakultät hatte. 1816 wurde er Mitglied des Corps Teutonia Breslau. 1826  promovierte er zum Dr. phil. 
Im selben Jahr ging er als Propst an die Propsteikirche (Königsberg). Seit 1832  Kanonicus des Posener Doms, promovierte er am 16. November 1836 in Breslau auch zum Dr. theol. Er war Auslandskorrespondent und Professor für Philosophie in Posen.
Der Bruder Eduard Regenbrecht (1792–1849) war Rechtswissenschaftler und Rektor der Universität Breslau.